# 石愚
石愚（1946年—），汉族，中华人民共和国政治人物、第十一届全国政协委员。
担任中华文化交流与合作促进会理事、专业画家。2008年，当选第十一届全国政协委员，代表对外友好界，分入第四十七组。并担任外事委员会专委。